# لیکوی معمولی
لیکوی معمولی پرنده‌ای از خانوادهٔ لیکویان است.
در ایران لیکوی معمولی بومی جنوب است و گونه‌ای از آن به نام لیکوی خوزی (نام علمی: Turdoides altirostris) یافت می‌شود.
لیکوی معمولی پرنده‌ای پرجنب و جوش و پرسر و صدا است و جهش‌های کوتاه و سریع می‌کند. تخم آن آبی فیروزه‌ای و ۵ عدد می‌باشد. پرنده‌ای است اجتماعی و بیشتر در دسته‌های کوچک دیده می‌شود.
زیستگاه این پرنده در باغ‌ها و نخلستان‌های جنوب ایران شامل استان‌های هرمزگان، فارس، کرمان، سیستان و بلوچستان و خوزستان و … است. در زبان محلی به این پرنده دیمیل، دیمیل دُمبی، دومیل یا دومبیل یا دونیل می‌گویند که احتمالاً به دلیل دم بلند این پرنده می‌باشد.

## نگارخانه

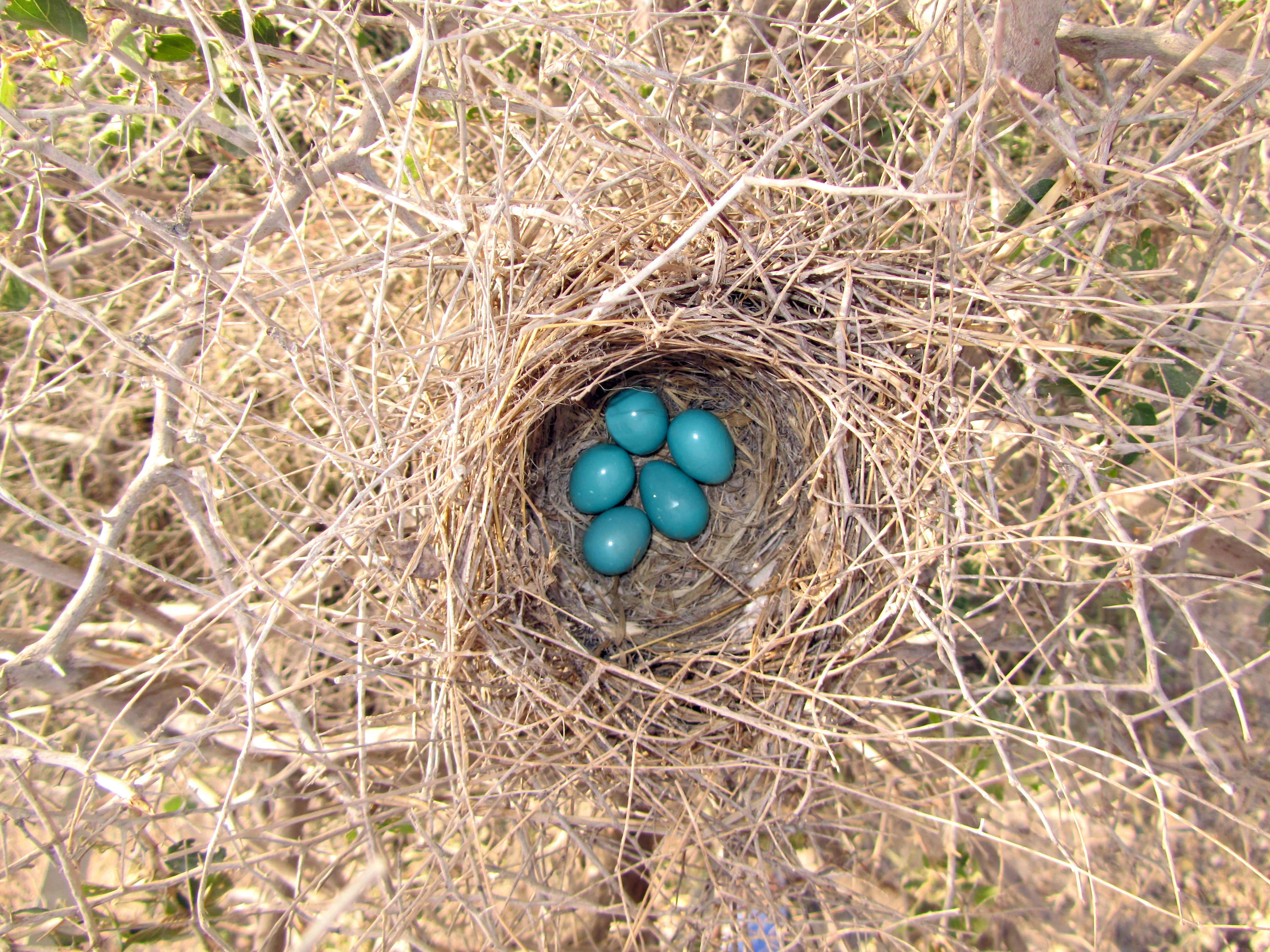
لانه و تخم‌های لیکوی معمولی در حومه بندر بوشهر